# Komitas
Soghomon Gevorgi Soghomonian, beter bekend als Komitas (Armeens: Կոմիտաս) (Kütahya, 26 september 1869 – Parijs, 22 oktober 1935) was een Armeens priester, componist,  musicus, koordirigent, musicoloog, dichter en volksliederenverzamelaar. Hij wordt beschouwd als de grondlegger van de Armeense klassieke muziek. Hij wordt erkend als een van de pioniers op het gebied van etnomusicologie. 

## Leven en werk
Komitas is geboren als Soghomon Gevorgi Soghomonian in een Armeens gezin in de Ottomaanse stad Kütahya. Hij zong Armeense volks- en religieuze liederen, maar sprak geen Armeens, omdat Kütahya een Turkstalige stad was. Pas later leerde hij Armeens. 
Op tienjarige leeftijd verhuisde Soghomon naar Etsjmiadzin, het heilige centrum van de Armeniërs, op verzoek van de Katholikos Gevorg IV om te studeren aan het Gevorkian Theologisch Seminarie. Daar volgde hij een opleiding tot priester en kreeg hij de naam Komitas. Ook volgde hij zijn eerste muzikale opleiding aan het seminarie en kreeg hij privélessen van componist Makar Jekmaljan. 
In 1896 verhuisde Komitas naar Berlijn om zijn muzikale opleiding te vervolgen. In Berlijn studeerde hij aan de Faculteit der Wijsbegeerte van de Koninklijke Universiteit (nu Humboldt Universiteit) en aan het particuliere conservatorium van Richard Smidt, waar hij praktische en theoretische muzikale kennis aan het conservatorium vergaarde.  
Na zijn studie in Berlijn woonde Komitas voor korte tijd in Parijs, waar hij met zijn koor een grote publiekstrekker werd met zijn volksliederenrecitals. Beschouwd als de muzikale stem van Armenië was hij nu een Europese beroemdheid. 
Na zijn tijd in Europa keerde Komitas als leraar terug naar het Gevorkian Theologisch Seminarie in Etsjmiadzin. Daar leidde hij koren, componeerde hij muziek, deed hij veldwerk om traditionele muziek te verzamelen en hield hij zichzelf bezig met muziek-wetenschappelijk onderzoek. In 1910 verhuisde hij naar Constantinopel waar hij zijn activiteiten als componist, onderzoeker, koorleider en leraar voortzette. 
Gedurende deze tijd reisde hij veel door zowel Westerse als Oosterse landen voor onderzoek, lezingen, concerten en concertrecitals. Hij bezocht onder andere Duitsland, Frankrijk, Zwitserland, Italië, Oostenrijk, Bulgarije en Egypte.
In 1915 kwamen Komitas' creatieve inspanningen tot een einde vanwege de Armeense genocide. Komitas en talloze andere Armeniërs werden gedeporteerd door de Ottomaanse regering. Hoewel hij uiteindelijk werd gespaard dankzij de tussenkomst van de Amerikaanse ambassadeur Henry Morgenthau, liet deze ervaring diepe wonden bij hem achter. Hij was getuige geweest van de meedogenloze vervolging van zijn volk en het verlies van ontelbare levens.
Komitas keerde terug naar Constantinopel maar trok zich geleidelijk terug uit het publieke leven. Hij kreeg een zenuwinzinking, mogelijk veroorzaakt door het trauma en het misbruik dat hij had doorstaan tijdens zijn deportatie. Zijn fragiele mentale gesteldheid leidde tot zijn opname in een psychiatrische instelling.

## Overlijden
Gedurende de laatste 20 jaar van zijn leven leefde Komitas in eenzaamheid en worstelde met geestelijke gezondheidsproblemen. Hij overleed in 1935 in Parijs, nadat hij het laatste deel van zijn leven ver van zijn geboorteland had doorgebracht. 
Een jaar later werden zijn overblijfselen overgebracht naar Yerevan en bijgezet in het Pantheon van vooraanstaande Armeense personen, nu beter bekend als het Komitas Pantheon.

## Nalatenschap
De stem van Komitas, alsmede diens pianospel, zijn bewaard gebleven op 78 toeren grammofoonplaten, opnames uit 1912 in Parijs en uit 1914 in Constantinopel (uit 1914 op de platenlabels Orfeon en Columbia).

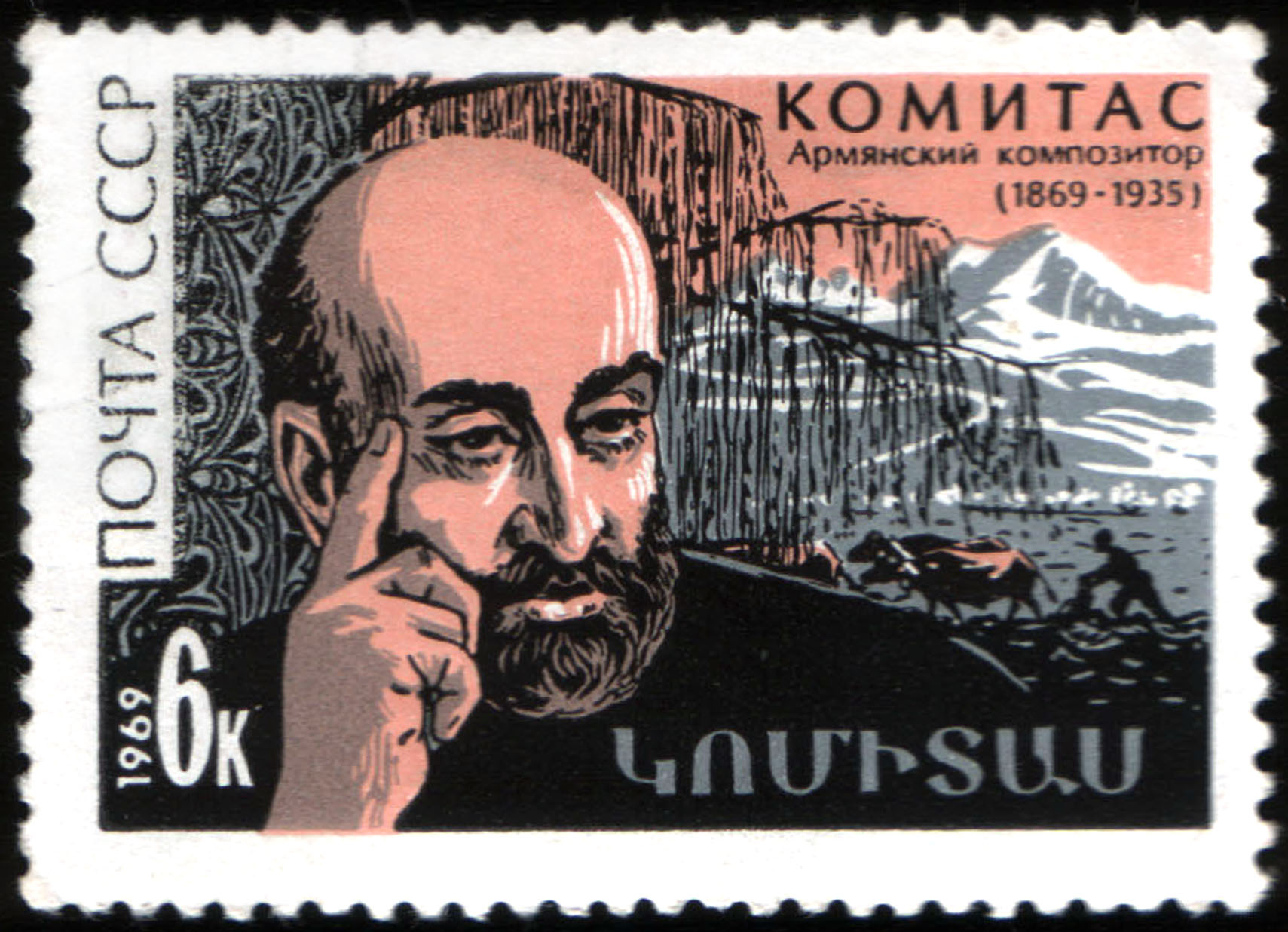
Postzegel met Komitas uit de Sovjet-Unie, 1969.

## Muziek
- CD The Voice of Komitas Vardapet, Traditional Crossroads 1995, New York, NY, USA, Barcode 7-80702-4275-2-6.
- CD Armenian Songs by Komitas Vartabet (Pianoforte) and Armenak Shah-Mouradian (Tenor), Truesound Transfers TT-1902, including Chant Hindou (Herman Bemberg) and Les Pêcheurs de perles (George Bizet), discographical research by Christian Zweig, Richard K. Spottswood (Columbia) and Hugo Strötbaum (Orfeon)
- CD Komitas - Chorales. 4 CD's uitgebracht door het Yerevan State Chamber Choir met totaal 80 door Komitas meerstemmig bewerkte Armeense volksliederen. (moeilijk verkrijgbaar).
- CD Komitas - Sacred Chorals. uitgebracht door het Yerevan State Chamber Choir met 20 religieuze meerstemmige liederen.
- CD meerdere uitgaven o.a. de Pataragh (Armenian Mass) door het Hover Chamber Choir
- CD Komitas: Songs (arranged for piano by Villy Sargsyan) door Yulia Ayrapetyan [piano] uitgebracht onder het label Grand Piano (GP895)